# Agneta Pleijel
Agneta Christina Pleijel Bielawska, född 26 februari 1940 i Stockholm, är en svensk författare, kulturskribent och  litteraturhistoriker. Hon har under namnet Agneta Pleijel verkat som författare, med en rad prisbelönta romaner, diktsamlingar och dramatiska uppsättningar bakom sig. Hon har synts som kulturdebattör och bland annat varit ordförande för Svenska PEN. Åren 1988–2015 var hon ledamot av Samfundet De Nio.
Pleijel har i sina böcker ofta presenterat släktingar från Stockholms historia, inklusive Lars Hjortsberg, Albert och Isak Berg. Hon är gift med journalisten Maciej Zaremba.

## Biografi

### Bakgrund, tidningar och professor
Agneta Pleijel är dotter till matematikern Åke Pleijel och författaren och musikern Sonja Berg Pleijel, som var född på Java. Hon är även syster till TV-producenten Sonja Pleijel. Faderns karriär förde familjen till Lund och USA, och senare flyttade Agneta Pleijel tillbaka till födelsestaden Stockholm.
Efter studier i etnografi, filosofi och litteraturhistoria vid Göteborgs universitet, som resulterade i en fil.lic. 1973, började Pleijel sin karriär som litteraturkritiker. Hon ingick 1968–1972 i Aftonbladets kulturredaktion och blev därefter redaktör för Ord & Bild 1972–1975. 1975 återkom hon till Aftonbladet, där hon fungerade som kulturchef under fyra års tid.
Pleijel var ordförande i Svenska PEN 1988–1990, stilist i Bibelkommissionen 1991–1999 och medlem av Moderna Tiders redaktionsråd 1992–1999. Åren 1992–1996 var hon professor i dramatik vid Dramatiska Institutet.

### Författande
Pleijel debuterade 1969/1970 som dramatiker med Ordning härskar i Berlin, skriven tillsammans med Ronny Ambjörnsson. 1977 skrev hon dramat Kollontaj, som handlade om den sovjetiska ambassadören Aleksandra Kollontaj. Dramat trycktes 1979 och uppfördes på Dramaten i regi av Alf Sjöberg och med Margaretha Krook i titelrollen.
Agneta Pleijel har skrivit flera dramer samt manus för film, inklusive Berget på månens baksida om den ryska kvinnliga matematikern Sofia Kovalevskaja. 
Änglar, dvärgar (1981) var hennes första diktsamling. Sex år senare utkom hon med sin debutroman Vindspejare, som innehåller självbiografiskt stoff och är en berättelse om människor i fem generationer med rötter i Sverige och i Nederländska Ostindien.
Andra romaner är Hundstjärnan (1989), Fungi (1993) och En vinter i Stockholm (1997). Den sistnämnda var en samtidsroman med kärlek som blir utsatt för hårda prov. 2000 års Lord Nevermore handlade om relationen mellan könen, med ett triangeldrama inkluderande två intellektuella män och en kvinna.
Därefter arbetade Pleijel åter som dramatiker. Diktsamlingen Mostrarna och andra dikter nominerades till 2004 års Augustpris.
År 2006 presenterade Pleijel första delen i "Släkttrilogin", en serie romaner där hon kretsar kring släktingar i ett historiskt Stockholm. Inledningsboken Drottningens chirurg kretsar kring en 1700-talsläkare, medan 2007 års Kungens komediant visar fram Lars Hjortsberg, en scenartist som redan vid sex års ålder debuterar vid Gustav III:s opera. Den avslutande boken Syster och bror (2009) handlar om Lars Hjortsbergs barnbarn Albert och Helena.
Pleijel har till flera av sina skönlitterära verk hämtat impulser från sitt eget liv, historiska personer och sin släkt, inklusive från konstnären Albert och operasångaren Isak Berg. 2015 presenterade hon första delen av sina memoarer, under titeln Spådomen – en flickas memoarer. Hennes romaner har ofta kommit i utländsk översättning; En vinter i Stockholm har givits ut på minst 17 språk.

### Debattör
Utöver sin skönlitterära verksamhet har Pleijel återkommande engagerat sig i olika kulturdebatter. År 2005 ingick hon med bland andra Charles Westin i juryn vid den av PEN-klubben anordnade "Asyltribunalen". Juryn riktade skarp kritik mot den svenska invandringspolitiken och ansåg att Sverige borde ta emot fler invandrare.
Pleijel har även nått publiken via ett antal sommarprogram för Sveriges Radios P1 – 1979, 1982, 1984 och 2019. Vid det sistnämnda tillfället pratade hon bland annat om bakgrunden till sin roman Doften av en man (från 2017) och kvinnors livsvillkor.

### Utmärkelser, familj
Mellan 1988 och 2014 satt hon på Samfundet de Nios stol nummer 6. Av de många andra utmärkelser Pleijel erhållit, kan nämnas Litteris et Artibus, Övralidspriset, Stora romanpriset och Sveriges Radios Romanpris.
Pleijel är sedan 1982 gift med kulturjournalisten Maciej Zaremba och mor till skådespelaren och psykologen Lina Pleijel.

## Verk

### Filmografi (roller)
- 1983 – Profitörerna (TV-serie)
- 2006 – Revolutionens kvinnor

## Priser och utmärkelser
- 1985 – TCO:s kulturpris
- 1987 – BMF-plaketten för Vindspejare
- 1987 – Esselte-priset för Vindspejare
- 1988 – Litteraturfrämjandets stora romanpris för Vindspejare
- 1989 – Axel Sjöberg-stipendiet [11]
- 1991 – Doblougska priset
- 1993 – Svenska Dagbladets litteraturpris
- 1997 – Årets författare (Tidningen Boken)
- 1997 – Gleerups litterära pris
- 1999 – Övralidspriset
- 1999 – Litteris et Artibus
- 2000 – Siripriset för Lord Nevermore
- 2000 – Gerard Bonniers pris
- 2001 – Svensk Biblioteksförenings Aniarapriset
- 2001 – Sveriges Radios Romanpris för Lord Nevermore [3]
- 2001 – Stiftelsen Selma Lagerlöfs litteraturpris
- 2002 – Frödingstipendiet
- 2005 – Gustaf Fröding-sällskapets lyrikpris
- 2006 – Signe Ekblad-Eldhs pris
- 2012 – Kellgrenpriset
- 2015 – Moa-priset
- 2017 – De Nios Stora Pris [12]
- 2017 – Albert Bonniers Stipendiefond för svenska författare
- 2017 – Bernspriset [13]
- 2018 – Svenska Akademiens nordiska pris [14]
- 2019 – Stockholms stads hederspris